# 中国驻乌拉圭大使馆
中华人民共和国驻乌拉圭东岸共和国大使馆（西班牙語：Embajada de la República Popular China en la República Oriental del Uruguay），简称中国驻乌拉圭大使馆，是中华人民共和国驻乌拉圭的外交代表机构。

## 机构设置
中国驻乌拉圭大使馆设置下列机构：
- 政治处
- 经商处
- 武官处
- 办公室